# Malý Kosíř
Malý Kosíř je přírodní rezervace v okrese Olomouc. Důvodem ochrany jsou subxerofilní suché trávníky a vodní tůně s významnou květenou a zvířenou. Geomorfologicky spadá do oblasti Zábřežské vrchoviny.

## Popis lokality

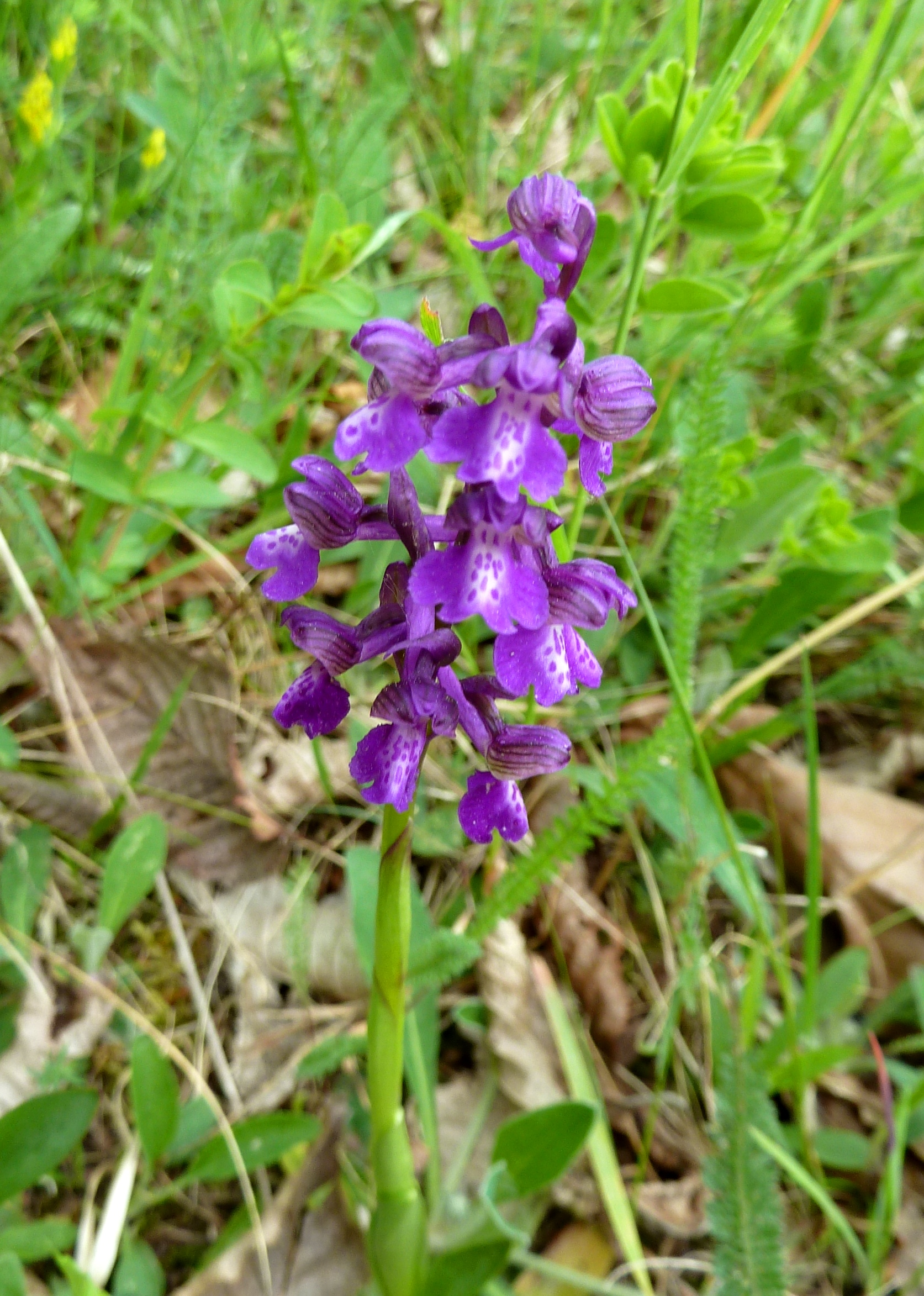
Vstavač kukačka

Jižní a jihovýchodní svahy a úpatí kopce Malý Kosíř (317 metrů) v rozloze asi jedenáct hktarů a vzdálené asi jeden kilometr jižně od obce Slatinice. Lokalita rezervace se částečně prolíná s evropsky významnou lokalitou téhož názvu registrovanou.
Na Malém Kosíři se v letech 1944–1952 zvažovalo vybudování kaple svatého Antonína Paduánského za vydatné duchovní pomoci Antonína Šuránka. Ten spolu s olomouckým arcibiskupem Leopoldem Prečanem, zvažoval vystavět zde podobný poutní komplex jako je Svatý Kopeček u Olomouce.
Dřevěná kaple zasvěcená sv. Antonínu Paduánskému byla nakonec postavena (spolu s křížem) roku 2018 podle návrhu Petra Tomečka, který ji věnoval svému otci. Dále zde stojí kříž z roku 1944.

## Předmět ochrany
Předmětem jejíž ochrany jsou polopřirozené suché trávníky a facie křovin na vápnitých podložích s význačnými porosty vstavačovitých – prioritní stanoviště, a také evropská suchá vřesoviště. Významná je tato lokalita dále výskytem přástevníka kostivalového (Euplagia quadripunctaria) a dalších druhů motýlů.

## Fotogalerie

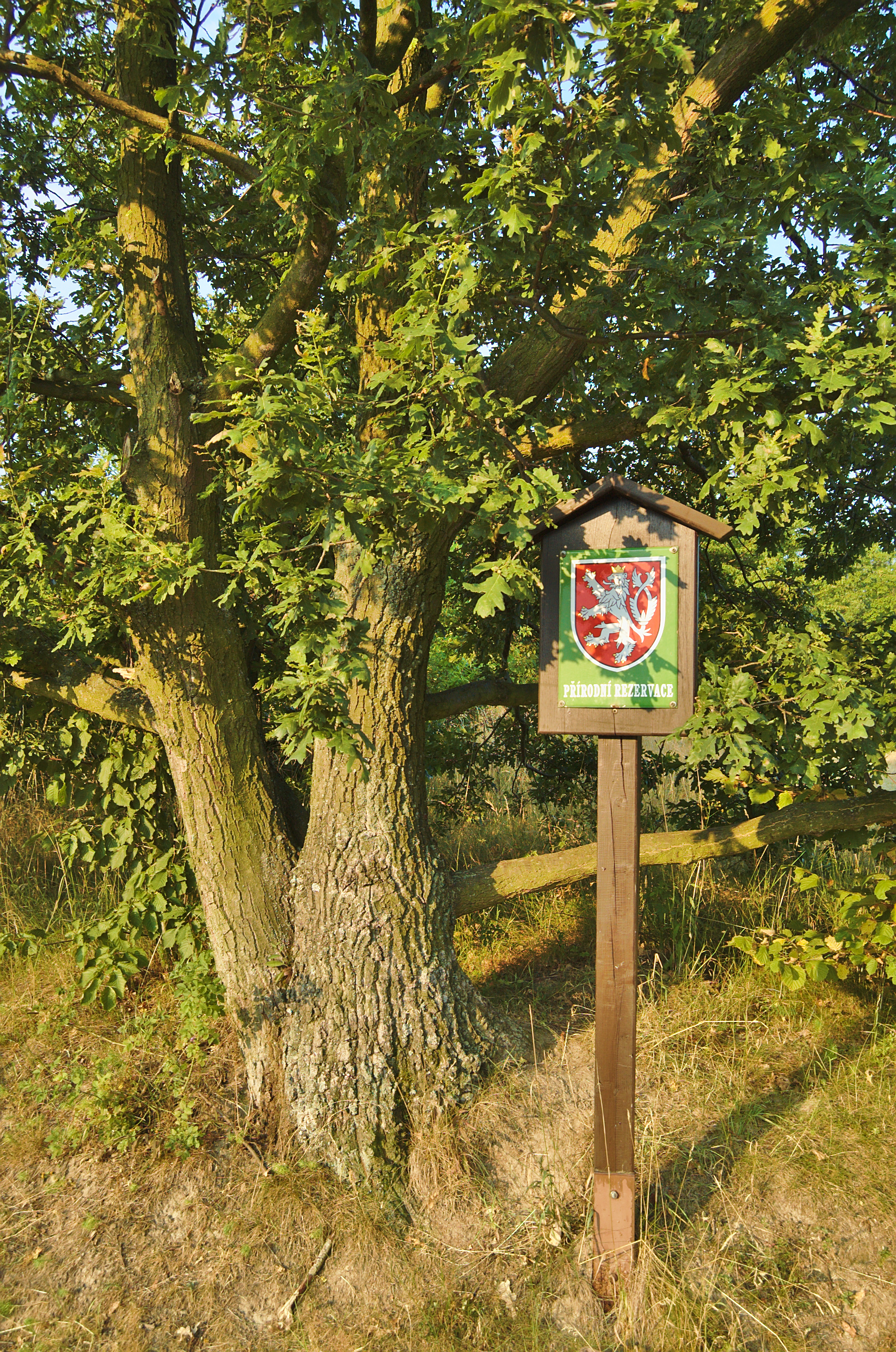
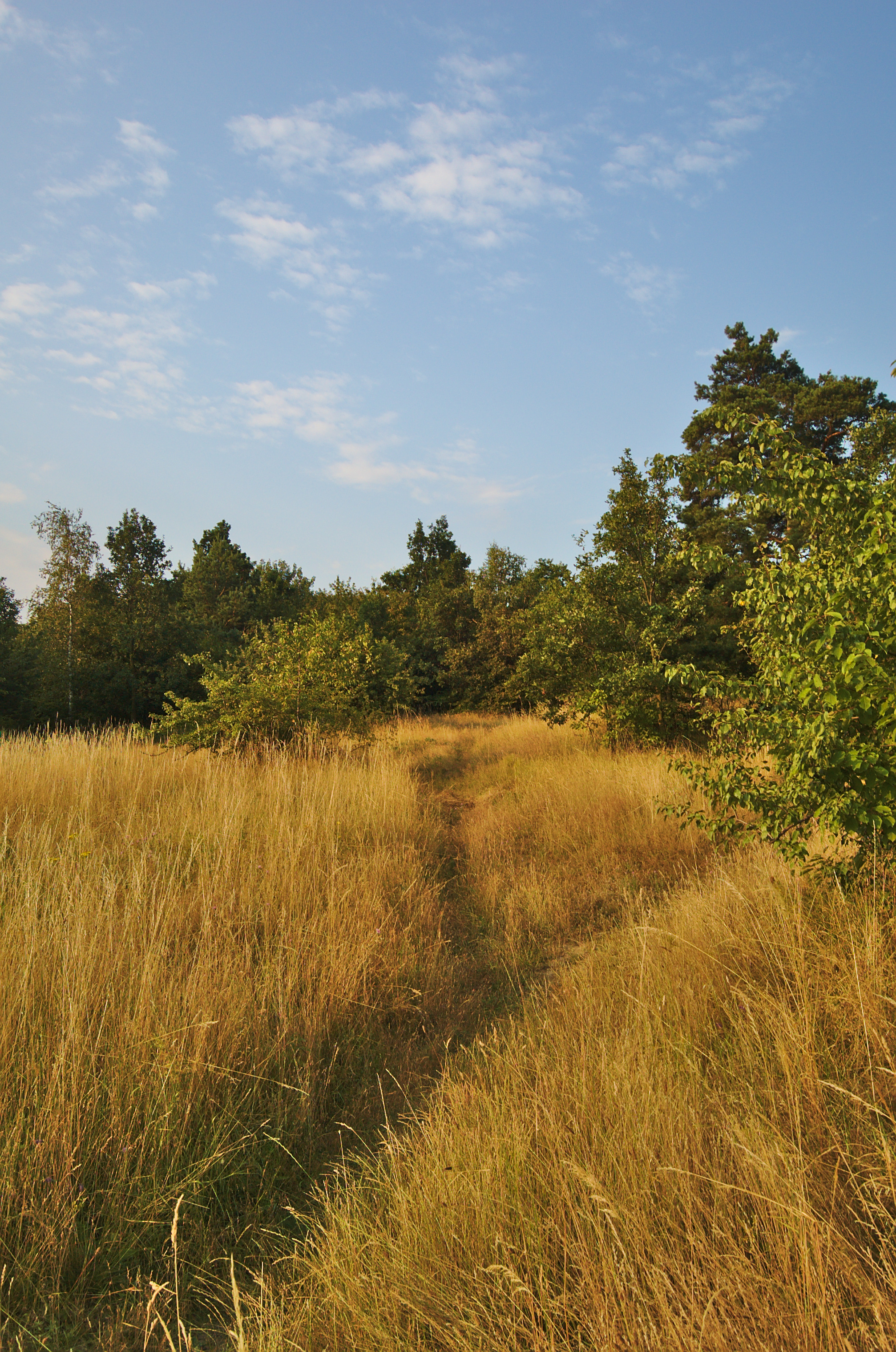
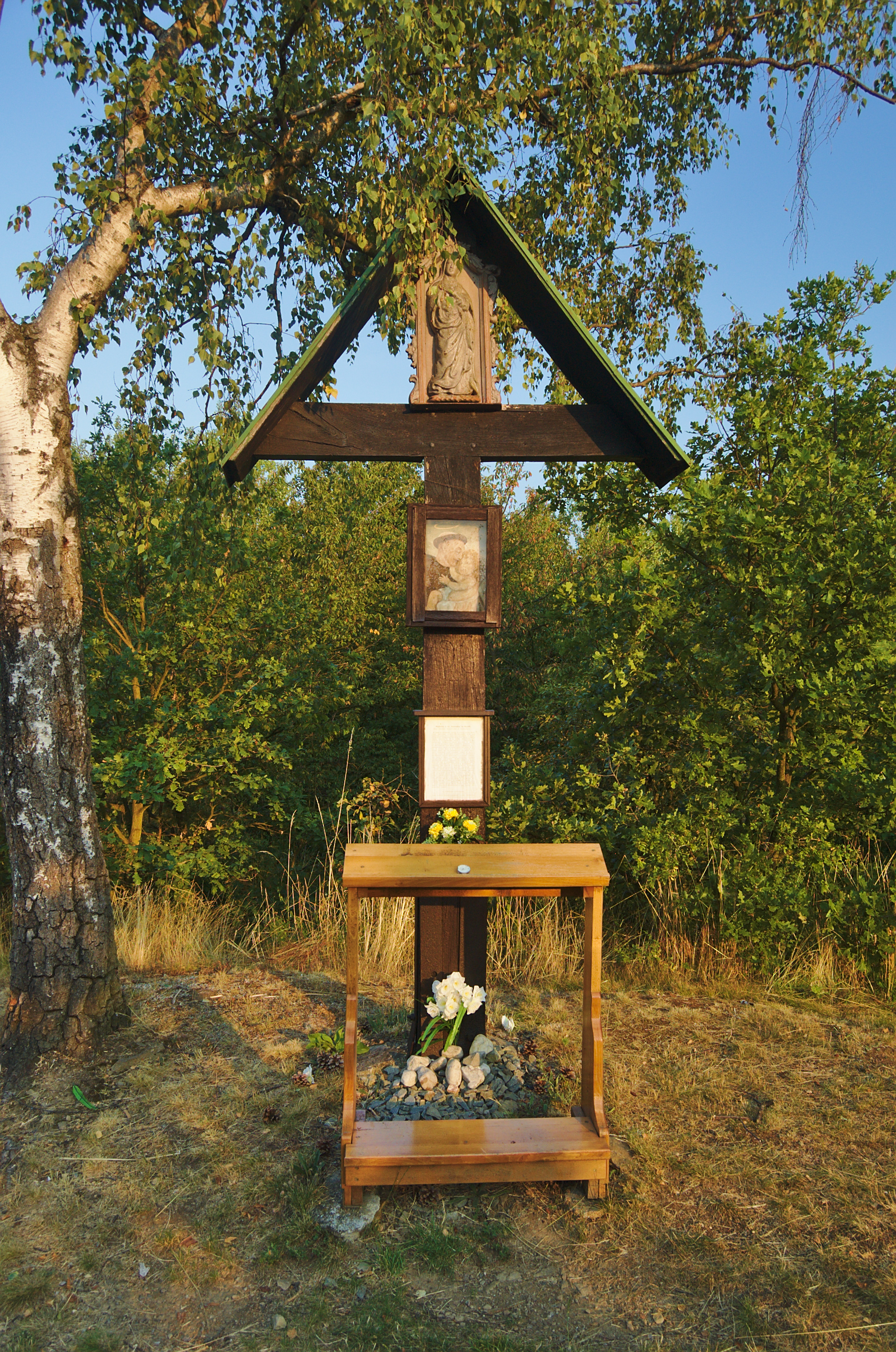
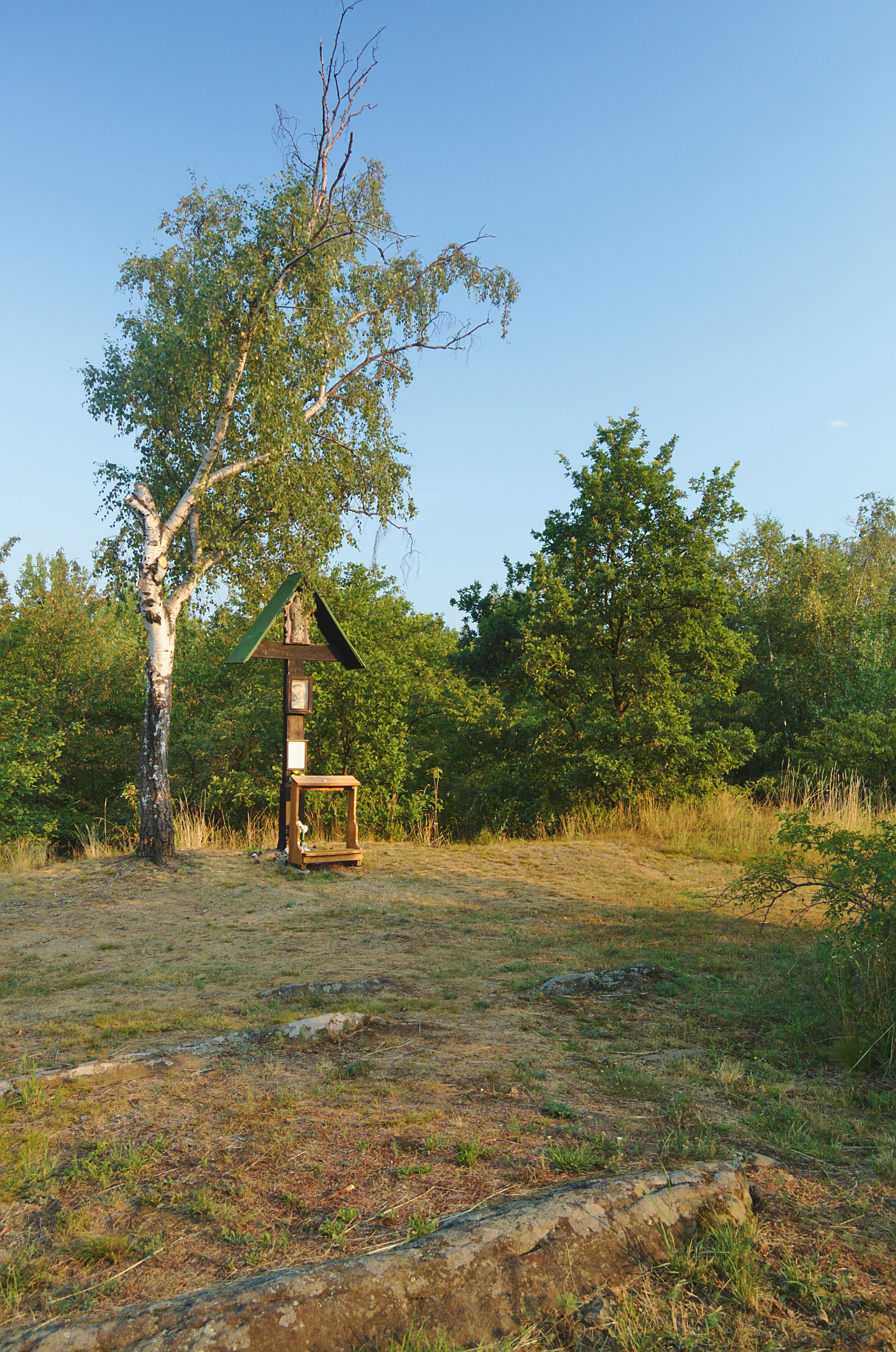
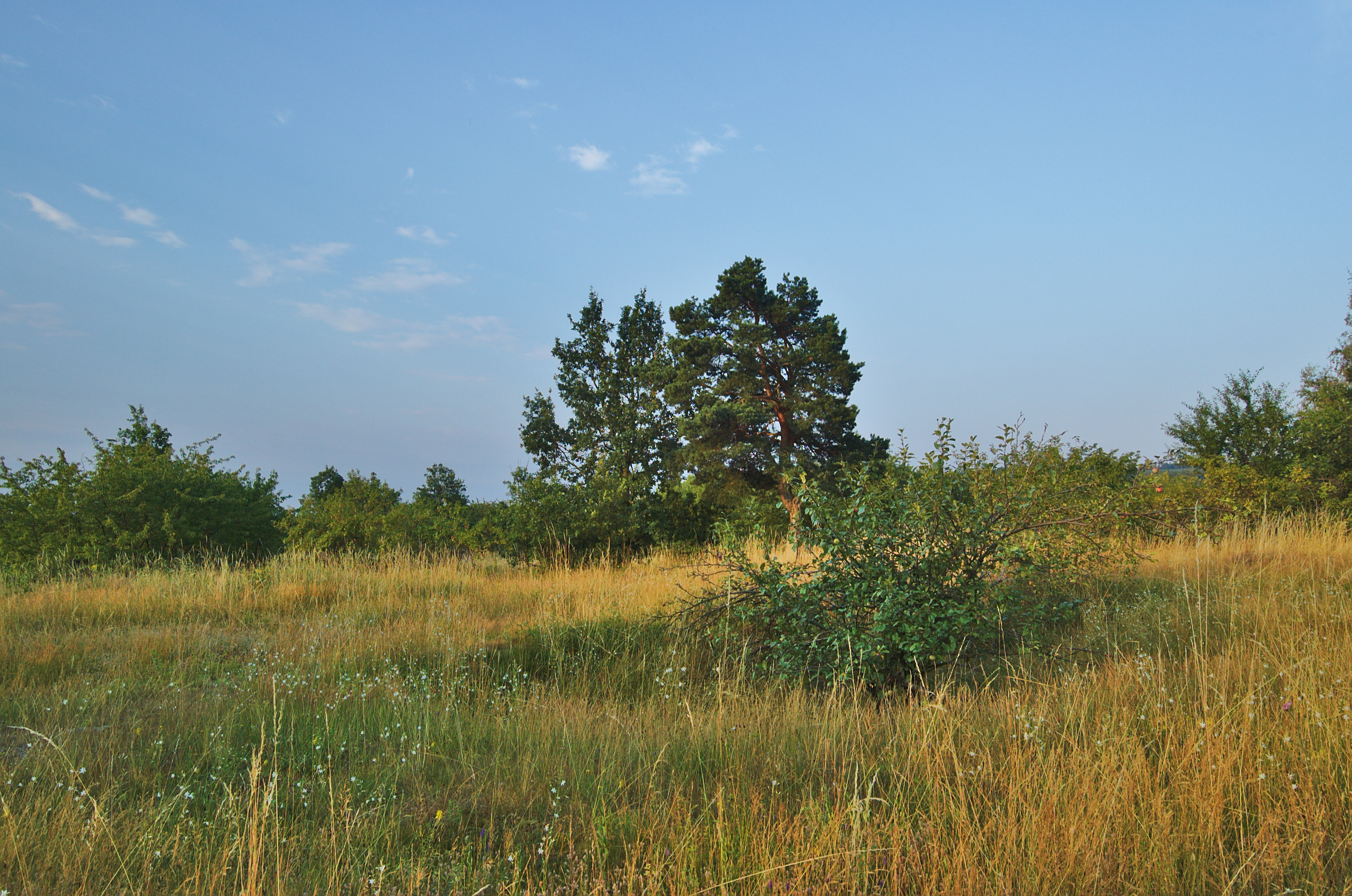
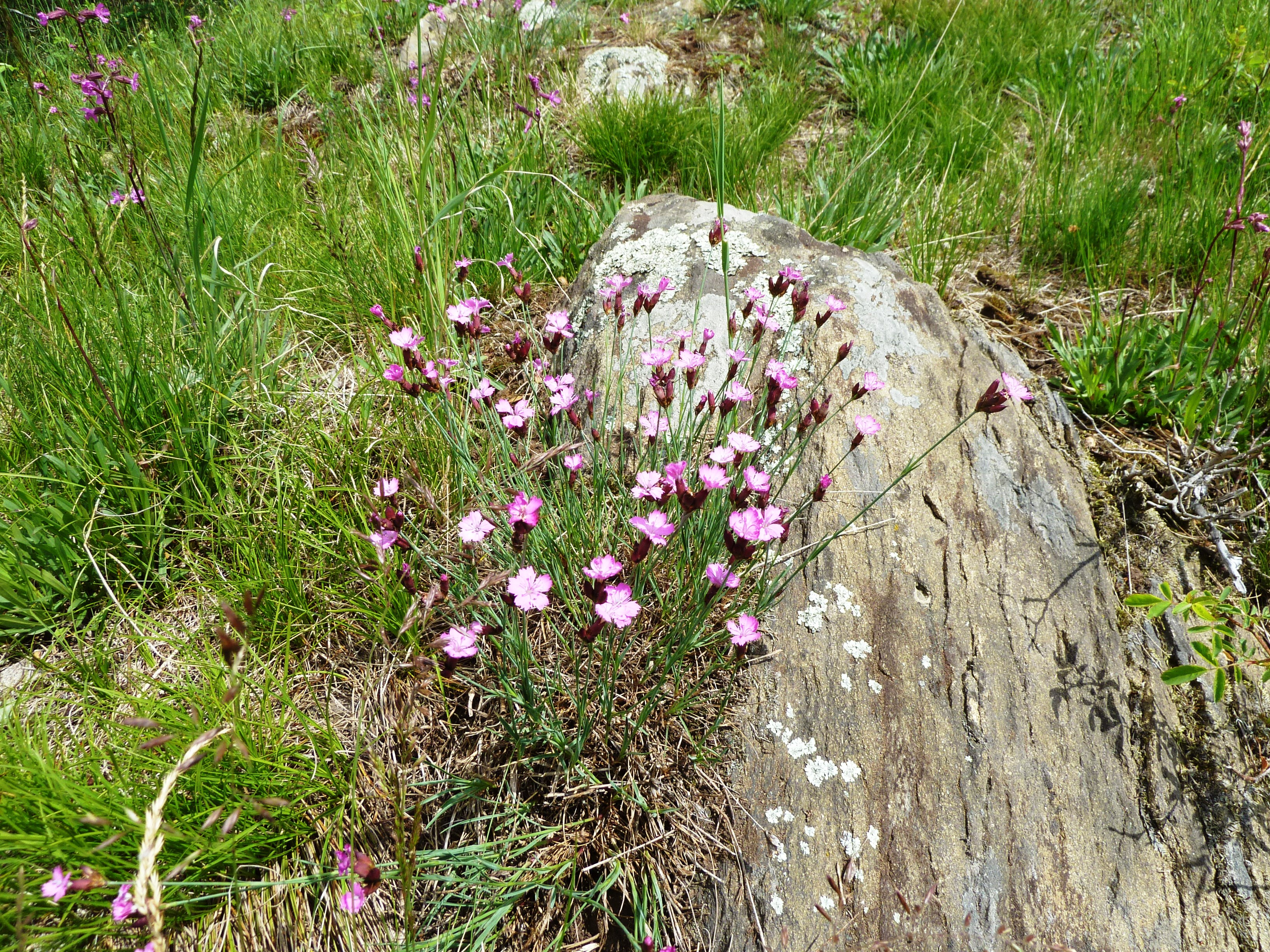
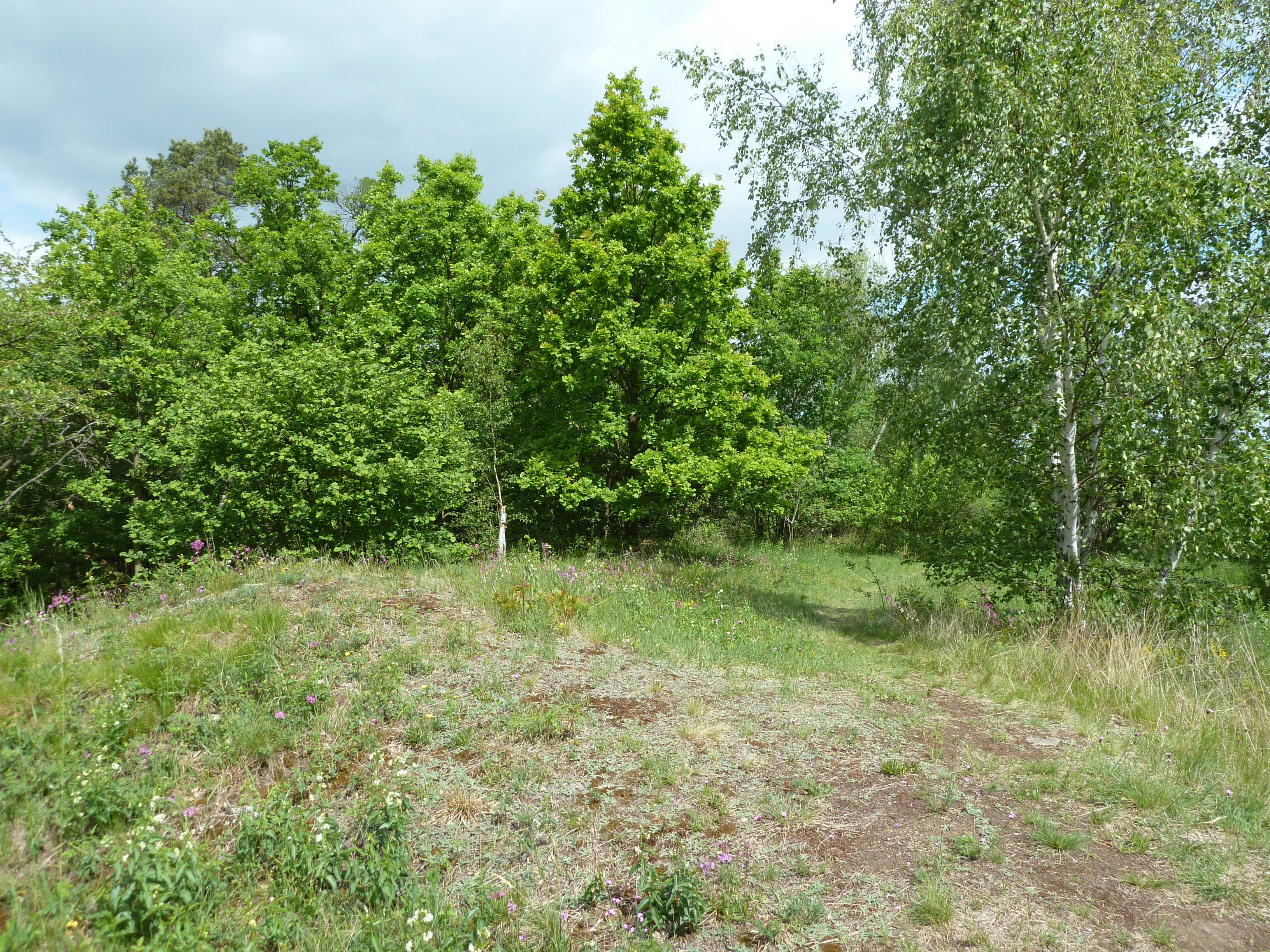
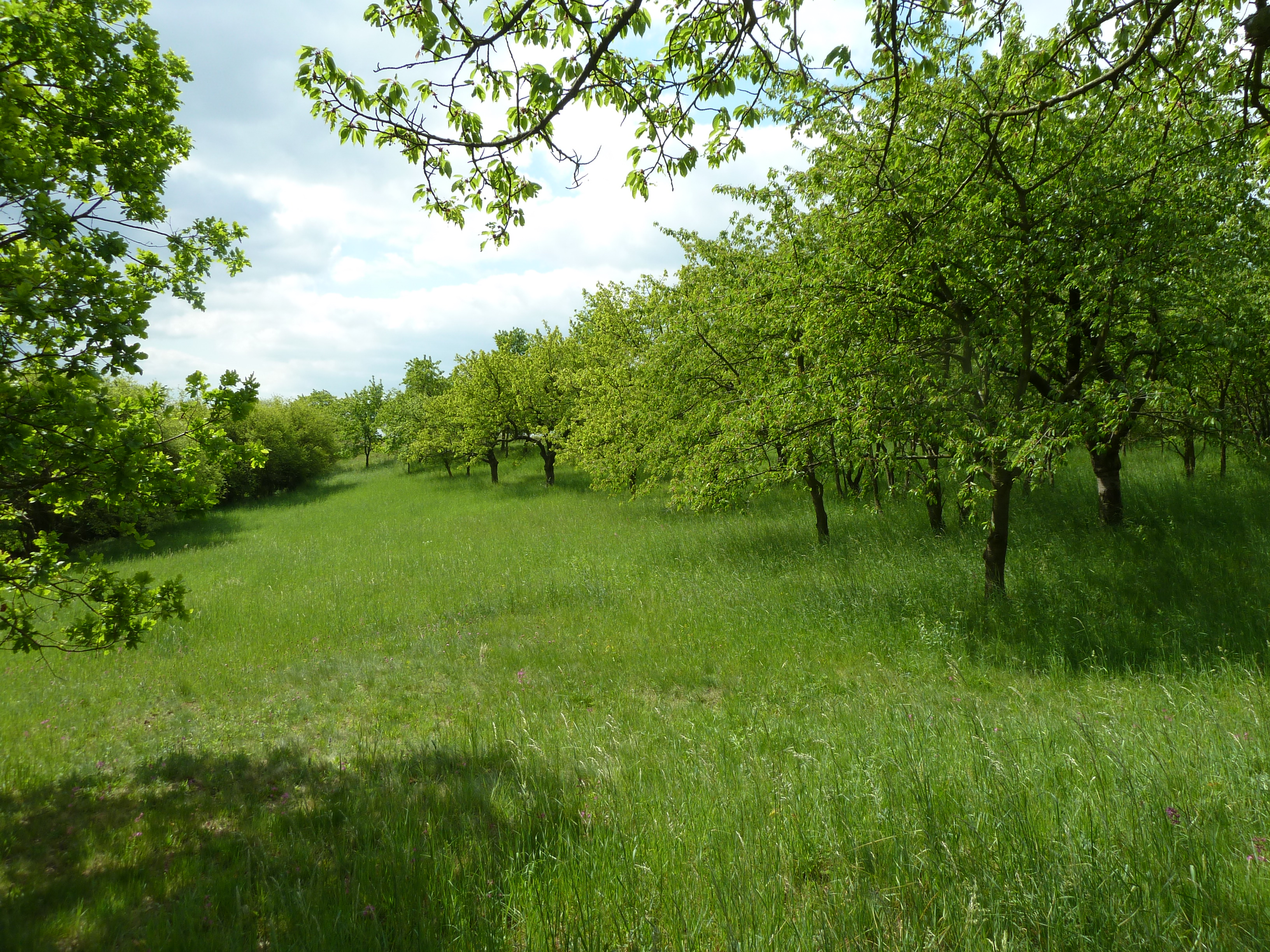